# 101
| [ Edytuj tabelę ] |                                      |
| Cesarz Chin       | - 88 Han Hedi 106                    |
| Król Daków        | - 87 Decebal 106                     |
| Władca Korei      | - 53 T’aejodae 146                   |
| Król Nabatei      | - 70 Rabel II Soter 106              |
| Papież            | - 91 Klemens I 101 - 101 Ewaryst 109 |
| Król Partów       | - 78 Pakorus II 105                  |
| Cesarz Rzymu      | - 98 Trajan 117                      |

Rok 101 / CI
stulecia: I wiek ~
II wiek ~
III wiek

lata: 91 «
96 «
97 «
98 «
99 «
100 «
101
» 102
» 103
» 104
» 105
» 106
» 111

## Wydarzenia
- Europa
  - I wojna dacka; zwycięstwa Rzymian.
  - Epiktet napisał i opublikował Diatryby.
- Azja
  - Chiny wprowadziły w Indonezji Buddyzm.

## Urodzili się
- Klaudiusz Ptolemeusz, grecki astronom i geograf.
- Herod Attyk, grecki retor.

## Zmarli
- Jan Ewangelista, najmłodszy z apostołów.
- Silius Italicus, rzymski epik.